# بايرانجا
بايرانجا (مواليد 1978) هي مغنية راب ألمانية.

## بدايتها
بدأت بايرانجا في موسيقى الراب في سن 16 بعد إقامة لمدة عام في بوسطن عادت إلى ألمانيا وعلى وجه التحديد إلى برلين. لقد أصبحت اجتماعية في المشهد بسرعة كبيرة وتبعها العديد من المساهمات لفنانين آخرين. أبدت شركة ديف جام ألمانيا اهتمامًا كبيرًا بها لذا أصدرت أول ألبوم لها بعنوان «في دائرة» في عام 2001. حتى أنها دخلت المخططات الألمانية دون أي ترقية. كما تجاوزت أرقام مبيعات هذا الرقم القياسي كل التوقعات وحافظت على سمعتها الطيبة باعتبارها «أفضل مغنية راب ألمانية».

## مسار وظيفي
في عام 2004 قامت بايرانجا وزملاؤها جو ريلا ودرا وجيمي وايت بتأسيس طاقم الراب اوستبلوك نظرًا لأنهم عرفوا بعضهم البعض لفترة طويلة واستخدموا بالفعل نفس الاستوديوهات كان التعاون نتيجة منطقية. تم إصدار القرص المضغوط مرة واحدة في بلوكك وأصبح ناجحًا للغاية. وأصدرت أيضًا قرصها المضغوط المرأة والتكنولوجيا من خلال علامتها التجارية المستقلة سجلات بايرانجا. تبين أن هذا السجل هو الأكثر تعددًا في حياتها المهنية. إنه لا يقنعها فقط بأغانيها المألوفة والهادئة والعميقة ولكنه يعكس أيضًا الجانب القاسي. في عام 2006، تم إصدار الأغنية المنفردة الجديدة «لن يحدث مطلقا مرة أخرى» والألبوم كتم الصوت. علاوة على ذلك غنت لولايتها الأم مكلنبورغ فوربومرن، في مسابقة الأغاني Bundesvision واحتلت المركز الثامن.

## اعمالها

### ألبومات
- 2003 - الجذور والأجنحة («المرأة والتكنولوجيا» ، تسجيلات بيرانجا)
- 2004 - فراوين وتكنيك («المرأة والتكنولوجيا» ، تسجيلات بيرانجا)
- 2004 - إينمال أم بلوك ، («مرة واحدة حول الكتلة» مع أوستبلوك، أوستبلوك بلاتنباو)
- 2006 - لاوت وليز («بصوت عالٍ وهادئ » ، هيدراش)

### الفردي و (أح.م)
- 2002 - «نادي العهرة» (سجلات فلاتلين)
- 2002 - «جسم غريب / علامة» (لوحة ترخيص ، عرض ديف جام)
- 2000 - «رحلة ليلية» (في دائرة، عرض ديف جام)

- 2001 - «ايم كريس اب» (ديف جام ألمانيا)
- 2002 - («كل شيء عن قوة الأعصاب»)
- 2003 - («بغض النظر عما تقوله»)
- 2004 - فراوين وتكنيك («المرأة والتكنولوجيا» ، تسجيلات بيرانجا)
- 2004 - إينمال أم بلوك ، («مرة واحدة حول الكتلة» مع أوستبلوك، أوستبلوك بلاتنباو)
- 2006 - لاوت وليز («بصوت عالٍ وهادئ » ، هيدراش)
- 2005 «سامبا» (مع أوستبوكك، أوستبلوك بلاتنباو)
- 2006 - («لن تتكرر أبدًا»)

## روابط خارجية
- بايرانجا على موقع IMDb (الإنجليزية)
- بايرانجا على موقع ميوزك برينز (الإنجليزية)
- بايرانجا على موقع أول ميوزيك (الإنجليزية)
- بايرانجا على موقع ديسكوغز (الإنجليزية)